# Sinheung (métro de Daejeon)
Sinheung (hangeul : 신흥 ; hanja : 新興), est une station de passage de la ligne 1 du métro de Daejeon. Elle est située au 70 Okcheon-ro, quartier Panam-dong, dans l'arrondissement Dong-gu de la ville de Daejeon en Corée du Sud.
Ouverte en 2006, la station est desservie par les rames qui circulent sur la ligne 1 (service omnibus)

## Situation sur le réseau

Plan du réseau (2017)

La station établie en souterrain Sinheung est une station de passage de la Ligne 1 du métro de Daejeon : elle est située entre la station Dae-dong, en direction du terminus nord-ouest Banseok, et la station Panam, le terminus sud-est,..
Un dépôt de la ligne est situé à proximité.

## Histoire
La station Sinheung est mise en service le 16 mars 2006, lors de l'ouverture à l'exploitation de la première section de la ligne 1 du métro de Daejeon entre Panam et Government Complex, Daejeon,.

## Services aux voyageurs

### Accès et accueil
La station est située au 70 Okcheon-ro, dans le quartier Panam-dong. Quatre bouches, numérotés de 1 à 4 font le lien entre la surface et les niveaux en sous-sol, trois niveaux, par l'intermédiaire d'escaliers, d'escaliers mécaniques (6) et d'ascenseurs (3). Comme toutes les stations elle dispose d'une billetterie avec des automates distincts selon le service. La station est accessible aux personnes à la mobilité réduite.

### Desserte
Sinheung est desservie par les rames qui circulent sur la ligne 1 (service omnibus). Les quais sont équipés de portes palières.

### Intermodalité
Des arrêts de bus sont situés à proximité.